# Ramiro Alejandro Herrera Herrera
Ramiro Alejandro Herrera Herrera (ur. 21 października 1963 w Loja) – ekwadorski duchowny katolicki, biskup pomocniczy Portoviejo od 2024.

## Życiorys
Święcenia kapłańskie otrzymał 2 lutego 1991 i został inkardynowany do archidiecezji Guayaquil. Przez wiele lat pracował jako duszpasterz parafialny. W 2012 rozpoczął pracę duszpasterską w parafiach diecezji Babahoyo, był także tymczasowym administratorem tej diecezji oraz jej wikariuszem generalnym.
19 kwietnia 2024 papież Franciszek mianował go biskupem pomocniczym archidiecezji Portoviejo ze stolicą tytularną Medeli. Sakry udzielił mu 21 czerwca 2024 arcybiskup Eduardo José Castillo Pino.